# ジョージ・シーハン
ジョージ・シーハン (George A. Sheehan, 1918年11月5日 - 1993年11月1日) は、ランニングに関する作家。
「走る哲学者」と称される。
彼の著書『Running & Being: The Total Experience』は、ニューヨーク・タイムズのベストセラー書籍になる。
| スタブアイコン | サブスタブ | この項目は、まだ閲覧者の調べものの参照としては役立たない、人物に関連した書きかけの項目です。この項目を加筆・訂正などしてくださる協力者を求めています（P:人物伝/PJ:人物伝）。 |